# Szuperbojz
A Szuperbojz (eredeti munkacímén Nájlongitár, egyes helyeken hibásan Szuperboyz) 2009-ben bemutatott magyar zenés filmvígjáték, melyet Litkai Gergely forgatókönyve alapján Kabay Barna rendezett és a produceri feladatokat is ő látta el. A főbb szerepekben Bajor Imre, Kerekes Vica, Gesztesi Károly, Kolovratnik Krisztián, Kálloy Molnár Péter, Mucsi Zoltán és Rudolf Péter látható. Ez volt Bajor Imre utolsó filmszerepe a színész 2014-ben bekövetkezett halála előtt.
A film főszereplője egy kiöregedett veterán rocksztár, Johnny G., aki lánya, valamint egy önmagát producernek kiadó férfi segítségével a nagy visszatérésre készül.
A Szuperbojz lesújtó kritikákat kapott és a mozikban is rosszul teljesített. A filmportálokon a nézők szavazatai alapján a lehető legalacsonyabban értékelt filmek közé került és a legrosszabb magyar filmek között tartják számon.

## Cselekmény
Johnny G., az egykori rocksztár külföldről hazaérkezik Budapestre, ahol lánya, Judit arra biztatja, térjen vissza a színpadra. A zenei producer Lala sofőrje, Misi (akinek eredetileg az lett volna a feladata, hogy Lala indiai távollétében annak együgyű barátnőjére, Andira vigyázzon) önmagát producernek kiadva felajánlja segítségét Johnnyéknak és Lala lakásába költözteti őket.
Miközben a zenekar összehozásán dolgoznak, Judit és Misi is egyre közelebb kerül egymáshoz; bár a lány eleinte csak érdekből flörtöl Misivel, később mégis beleszeret. Eközben a kiszámíthatatlan természetű Johnnyval sincs könnyű dolguk, de ennek ellenére sikerül megtalálniuk a régi bandatagokat: a még mindig zenész Bélát, a polgármester Gusztit és az excentrikus, meleg Rókát.
Noha Lala váratlanul hazatér és ezzel Misi lebukik, mégis színpadra tudják állítani Johnnyt és társait. A zenekar fergeteges koncertet ad a közönségnek, Judit pedig megbocsát Misinek korábbi hazugságaiért és a film végén összeházasodnak egymással.

## Szereplők
| - Bajor Imre – Johnny G., egykori rocksztár - Kerekes Vica – Judit, Johnny lánya - Kolovratnik Krisztián – Misi, Lala sofőrje - Gesztesi Károly – Béla, a zenekar tagja - Kálloy Molnár Péter – Guszti, a zenekar tagja - Mucsi Zoltán – Róka, a zenekar tagja - Rudolf Péter – Lala, menedzser | - Haumann Péter – Misi apja - Molnár Piroska – Misi anyja - Stefanovics Angéla – Andi, Lala barátnője - Szabó Győző – Völgyes, menedzser - Scherer Péter – gondnok - Czapkó Antal – Gyula |

## A film zenéje
1. Hooligans – Holnapunk a tegnapunk – 03:02
2. Bajor Imre – Beborul az ég – 02:04
3. Gesztesi Károly – 99 a sátán száma – 02:23
4. Tunyogi Orsi – Legyen ahogy szeretnéd – 03:46
5. Stefanovics Angéla – Holnaptól – 02:20
6. Kolovratnik Krisztián – Ennek úgyis vége – 02:13

## A film készítése
A készítők célja eredetileg a Kabos Gyulával készült A kölcsönkért kastély című 1937-es vígjáték remake-ja lett volna. Az új film forgatókönyvének megírása viszont megakadt, ezért a producer Kabay Barna új ötlet után nézett Litkai Gergellyel. Az inspirációt a Sziget Fesztivál adta, ahol állítólag fellépett egy idősödő rockzenészekből álló rögtönzött együttes.

## Fogadtatás

### Bevételi adatok
A filmet a bemutató héten 2 834-en látták a fővárosi mozikban, ezzel a nézettségi lista 8. helyét szerezte meg, bevétel szempontjából pedig a 11. lett (3,5 millió Ft-os bevétellel). Az országos nézettségi adatokat ugyanakkor nem közölte a forgalmazó. Beszámolók szerint a fővárosi mozik legtöbbje, ahol a filmet leadták a vetítések idején szó szerint üres volt.
A filmet jelentősrészt a TV2 szponzorálta 10 millió forinttal, amely a Magyar Mozgókép Közalapítványtól származó 60 millió forintos támogatásból származott, melyet eredetileg a Kabos-féle filmvígjáték remake-jára fordítottak volna.

### Kritikai visszhang
A Szuperbojz negatív kritikai fogadtatásban részesült. Ugyan Bajor Imre még reménykedett abban, hogy a film talán nem lesz akkora bukás, de a remények nem váltak valóra. A film bírálói elsősorban az összefüggéstelen történetet, a rögtönzésekre épülő színészi játékot és a vágásokat kifogásolták. „Rossz, dramaturgiai hibáktól hemzsegő, mondanivaló híján fecsegő, meg nem írt forgatókönyvekkel és karakterhiányos filmekkel már volt dolgunk. Olyat is láttunk, amikor a dinamikát ritmustalan vágásokkal, rángatózó kamerával, a Szomszédokat idéző közeliek egész seregével vélik azonosítani az alkotók. De mostanáig kellett várni, hogy mindez egyetlen filmben egyesüljön... A Szuperbojz az év mélypontja eddig, teljes kudarc...” – foglalta össze véleményét a film.hu kritikusa. Az index.hu-n Gőzsy Kati nyomán megjelent kritika már a címében is úgy jellemezte a Szuperbojzt, hogy „Filmet nyomokban sem tartalmaz.”
A PORT.hu-n íródott kritika Kabay Barnát Ed Wood legméltóbb magyarországi követőjének nevezte. A számos negatív kritika gyakran van azon a közös állásponton, hogy a film olyan, mintha a Mikroszkóp Színpad, a Szeszélyes évszakok, a Vidám Színpad, a Heti Hetes vagy az Irigy Hónaljmirigy műsorai lettek volna megfilmesítve. Ugyancsak a PORT.hu-n olvasható kritika kiemeli a film technikai igénytelenségét: „A Szuperbojz ezen túl a tehetségtelen filmkészítés, az igénytelen produkció iskolapéldája is. Láthatóan olcsó nyersanyagra forgott (a kép minősége még a Csillagvirág klinikán is jobb ennél), vak stylist-ok turkálóból harácsolták össze a jelmezeket, kéz nélküli fodrászok nyírták a szereplők haját, a játékidő alatt végig fülsiketítően szar, ám bizonyára eladható celebzene szólt, mindezt esetlen plánozás, telenovellákat megszégyenítő világítás és utolérhetetlenül gagyi vágás tetézte – nem hogy zenés filmet, úgy egyáltalán filmet vétek így összetákolni.”
Kritikusok szerint a film átláthatatlanságát legjobban a karakterek kidolgozottságának hiánya adja. A filmkészítők bemondásokra alapozva építik fel művüket, ezzel viszont nincs egyetlen karakter sem a filmben, következésképp az alkotói munkánál nem lehet semmilyen karakterépítésről beszélni. A színészek számára nyújtott játékidő kevés, ezt viszont a rendezők improvizált jelenetekkel, vagy olyan cselekményekkel próbálták ellensúlyozni, mint pl. Bajor Imre által előadott részegségi jelenetek, mindez viszont ritmustalan és a film dinamikájának kárára válik. Mivel a film láthatóan főleg improvizált jelenetekből tevődik össze, a kritikusok gyakran felhozzák még, hogy a filmkészítők fiatal és viszonylag tapasztalatlan színészekre bíznak olyan megterhelő feladatot, hogy egy ütős poént rögtönözzenek. Ugyanakkor a tapasztalt, idősebb színészek rögtönzéseit is sokszor elmarasztalják. Feltűnő a filmben a vágóképek nagy száma, amelyek az üres játékidőt hivatottak kitölteni funkciótlan jelenetekkel (pl. BMX bemutató), ezáltal a film unalmassá válik. Nem világos, hogy hol adódik konfliktus, avagy van-e konfliktus az egyes szereplők között. Az ilyen részek is szinte pillanatok alatt peregnek, emiatt a szereplők reakciói is irreálisnak és kínosnak hatnak.
Zenei szakemberek rámutattak arra, hogy a film készítői semmiképp nem ismerik a rock és hard rock lényegét, ennek ellenére mégis ilyen témában forgatnak filmet. Példának okáért felhozták, hogy a Szuperbojz zenekarban két basszusgitáros zenél, holott egy valódi rockzenekarban csak egy basszusgitáros játszik. Ráadásul a felvételek mintha tudatosan arra összpontosítanának, hogy megmutassák: a színészek nem értenek a kezükben tartott hangszerek használatához. A film betétdalait is sok kritika érte, főleg a szövegeik mély színvonaltalansága miatt, mert szemlátomást a zeneszerző Berkes Gábornak fogalma sincs az 1980-as években divatos rock zsánerről, összekeveri a zenei stílusokat és a háttérzene is nagyon silány.
Bajor Imre rocksztár öltözetét is ízléstelennek találták a kritikusok. A ruha, a kalap, rojtos vadászkabát és a kócos, hosszú haj jobban emlékeztet country- és folkzenészek öltözetére (épp ezért nevezték a filmet rosszul sikerült „Orbán Józsi-paródiaként” a 100 Folk Celsiusra utalva). Mindezt tetézi a vélemények szerint Bajor Imre rossz, ripacskodó játéka, akárcsak a zenekar többi tagjait megszemélyesítő színészek produkciói is.
Farkas Attila Márton kultúrantropológus Puzsér Róbert Sznobjektív című műsorában kiemelte azt a szerinte szociológiailag hazug és viccnek is teljesen pocsék momentumot, amelyben Misi vidéki szüleit egy gémeskutas ház lakóiként ábrázolják. A kritikák szörnyen nevetségesnek tartják azt is, hogy tehetséges, nagynevű és nagymúltú színészek, így Haumann Péter vagy Molnár Piroska keverednek bele ebbe a produkcióba, de nem nyújtanak benne különösebb alakítást. Megjelenésük, vagy a fiatalabb színészek külső adottságai nem tudják a film katasztrofális voltát kompenzálni. A kritikusok szerint a filmkészítők hatalmas tévedése volt, hogy Bajor Imre részegest imitáló alakítása sokat nyomhat a latba. Bár Bajor Imre korábban remek alkoholista karaktereket játszott el, most azonban a kritikusok véleménye alapján igen rosszul hozta ezt a szerepet.
Egyéb kritikai vélemények szerint a film alapötlete teljesen jó volt, hisz a kiöregedett, elfeledett és hazatérő egykori rocklegenda próbálkozása a visszatérésre önmagában is a humor különböző fajtáinak széles tárházát kínálja, amelyből pazar lehetőség nyílik helyzetkomikumok és jellemkomikumok megteremtésére, kiszínezésére is akár. A viccek és poének ezzel szemben korántsem képesek mulattatni az embert.

#### A készítők véleménye
Litkai Gergely, a Szuperbojz forgatókönyvírója is csalódott a filmben, habár állítólag nem az övé volt a végső verzió. A forgatást megelőző három évben már mások is próbálkoztak összeállítani forgatókönyvet a film alaptémájához. Elmondása szerint az általa megírt forgatókönyvből a megkérdezése nélkül vágtak ki kulcsfontosságú jeleneteket a forgatás során, emiatt összefüggéstelenné vált a film cselekménye: „…a film eleje úgy, ahogy van, kimaradt, és értelmezhetetlen jelenetek úgy vannak keresztbevágva, hogy én, aki írtam, még én sem értettem, miről van szó. A másik, hogy egy ilyen jellegű zenés filmnél vannak esti jelenetek, amiket itt, valószínűleg költségtakarékossági okokból, mind átírták nappalra. Így történhetett, hogy egy éjszakai diszkójelenet után nappal érkeznek meg a szereplők valahova... Ezenkívül jelenetek eleje-vége, és a további jelenetekre való utalás van kihagyva, ebből következik az, hogy el sem lehet igazodni igazán a filmen. Nincsen valós játékideje. Inkább olyan, mintha csak a film kusza vázlatát vitték volna vászonra.” – nyilatkozta az origónak Litkai. Az állítólagos változtatások állítása szerint a hozzájárulása nélkül történtek, ehhez hozzátette, hogy máskor is említették a nevét filmek stáblistáin, amelyekben ő közre sem működött. A kihagyott részek között említette Litkai azt a fejezetet, amikor Johnny G. még Németországban tartózkodik, vagy annyira nem bírja már a nyomást, hogy öngyilkosságot forgat a fejében. …egyetlen helyszín esetében sincsen ún. establishing shot, tehát, hogy lássuk, hova megy be az adott szereplő, hol járunk egyáltalán. Gondolom, ez is plusz pénzbe került volna. – állítja Litkai. Litkai szerint nem lehet csak úgy levágni egy-egy jelenetet, pláne nem az elejét, mert elvész a poén. Állítása szerint annyira kínos volt számára a kudarc a kollégái csalódottsága végett is, hogy elhatározta: nem ír többet forgatókönyvet Magyarországon, mert végső soron nem filmesítik meg a forgatókönyveket, hanem lerövidítik, engedély és ok nélkül megváltoztatják, így azt viszik filmre, így a film nem lesz jó.
Kabay Barna, a film rendezője és producere nem nyilatkozott az ügyben, sőt az Origo.hu megkeresésére azt állította, hogy Litkai olyan mértékben és övön alul támadta meg őt, hogy nem kíván nyilatkozni. De mindkettőjüket bírálat érte reakciójuk kapcsán is a film csődje után. Litkai nyilatkozatát többen üres magyarázkodásnak ítélték, mondván: valójában nem alkalmas filmforgatókönyv megírásra, de még azok a poénok a gegek, viccek és poénok sem láthatók semmilyen szinten tőle, melyeket a Dumaszínházban ismerhetett tőle a közönség. Kabay esetében az önkritika hiányát kifogásolták.
A sajtónak nyilatkozó egyik szereplője a filmnek (aki anonimitást kért) úgy vélekedett, hogy rossz döntés volt elvállalni neki és kollégáinak a szerepet, sőt azt is jogosnak tartotta, ha ezért bárki „arcon köpte volna őket.”